# Fadżdan
Fadżdan – wieś w Syrii, w muhafazie Aleppo. W 2004 roku liczyła 1268 mieszkańców.